# Фаброни, Карло Агостино
Карло Агостино Фаброни (итал. Carlo Agostino Fabroni; 28 августа 1651, Теано, Великое герцогство Тосканское — 19 сентября 1727, Рим, Папская область) — итальянский куриальный кардинал. Секретарь мемориальных дат с 14 июля 1691 по 16 сентября 1695. Секретарь Священной Конгрегации Пропаганды Веры с 16 сентября 1695 по 17 мая 1706. Камерленго Священной Коллегии кардиналов с 31 января 1715 по 13 января 1716. Префект Священной Конгрегации Священной Индекса с 1 ноября 1716 по 19 сентября 1727. Кардинал-священник с 17 мая 1706, с титулом церкви Сант-Агостино с 25 июня 1706 по 19 сентября 1727.